# Le Sphinx des glaces
Le Sphinx des glaces (traduzida como «A esfinge dos gelos») é um livro de Júlio Verne, escrito em 1897, que relata as expedições em busca de um continente austral. 
A aventura inicia-se nas Ilhas Kerguelen, possessão francesa no Oceano Índico e perpassa os grandes arquipélagos do Atlântico Sul, a bordo da escuna Halbrane.
Trata-se de uma continuação do livro « A Narrativa de Arthur Gordon Pym», Edgar Allan Poe, publicado em 1838, sendo certo que o enredo transcorre em 1839, volvidos onze anos sobre os acontecimentos da história d' «A Narrativa de Arthur Gordon Pym».
Apesar de nem Poe, nem Verne terem alguma vez visitado as Ilhas Kerguelen, as suas duas obras são das poucas abonações literárias (excluindo-se relatos de exploração) alguma redigidas a respeito deste arquipélago.

## Enredo
A obra está dividida em dois volumes.
É narrada na primeira pessoa, a partir das observações de Jeorling, um abastado americano, que tenta regressar à terra-natal, depois de ter estado a estudar a vida selvagem das ilhas Kerguelen.
Eis, então que o Halbrane se afigura como uma das primeiras embarcações a arribar a Kerguelen. Depois de alguma resistência, o capitão Len Guy cede aos pedidos de Jeorling e aceita-o como passageiro, levando-o até à ilha de Tristão da Cunha.
Durante a travessia marítima deparam-se com um cadáver à deriva, jacente num iceberg. Descobre-se que o defunto seria parte da tripulação do «Jane», outra embarcação naval, graças a um bilhete. Nesse bilhete consta um relato sobre um motim e uma tentativa frustrada de homicídio da tripulação do Jane, em Tsalal. Dando a indicação que o capitão do Jane, William Guy, e respectiva tripulação possam ainda estar vivos, o bilhete acicata os protagonistas a ir resgatá-los.